# Spilosoma congrua
Spilosoma congrua är en fjärilsart som beskrevs av Walker 1855. Spilosoma congrua ingår i släktet Spilosoma och familjen björnspinnare. Inga underarter finns listade i Catalogue of Life.